# Gerald Grabherr
Gerald Grabherr (* 1. Juni 1968 in Lauterach, Vorarlberg) ist ein österreichischer Archäologe.

## Leben und Wirken
Gerald Grabherr studierte Klassische Archäologie und Kunstgeschichte an der Universität Innsbruck. 2001 erfolgte seine Promotion mit einer Dissertation zu den Ausgrabungen am Michlhallberg in Altaussee. Im Jahr 2007 habilitierte er sich mit Forschungen zur Via Claudia Augusta.
An der Universität Innsbruck wirkte er von 1996 bis 1997 im wissenschaftlichen Dienst am Forschungsinstitut für Alpine Vorzeit und arbeitete von 1998 bis 2005 für Forschungsprojekte am Institut für Klassische und Provinzialrömische Archäologie. Ab 2005 war er wissenschaftlicher Mitarbeiter am Institut für Archäologie. 2011 wurde er zum assoziierten Professor am Institut für Archäologien der Universität Innsbruck ernannt.

## Schriften (Auswahl)

### Als Autor
- Michlhallberg − Die Ausgrabungen in der römischen Siedlung 1997–1999 und die Untersuchungen an der zugehörigen Straßentrasse. (= Schriftenreihe des Kammerhofmuseums Bad Aussee Bd. 22). Kammerhofmuseum, Bad Aussee 2001.
- Die Via Claudia Augusta in Nordtirol − Methode, Verlauf, Funde. In: Elisabeth Walde, Gerald Grabherr (Hrsg.): Via Claudia Augusta und Römerstraßenforschung im Alpenraum (= IKARUS Bd. 1). IUP, Innsbruck 2006, ISBN 3-901249-92-3, S. 35–336.
- mit Elisabeth Walde: Aguntum − Museum und archäologischer Park. Curatorium pro Agunto, Dölsach 2007.

Artikel und Beiträge
- Zur sogenannten Via Decia. In: Bayerische Vorgeschichtsblätter 61, 1996, S. 229–244.
- Die römische Straße zwischen Brigantium und Ad Rhenum. In: Jahrbuch des Vorarlberger Landesmuseumsvereins 141, 1997, S. 67–79.
- Aguntum ex territorio Iuvavense − Eine kräftig profilierte Fibel mit Spiralhülse aus Aguntum. In: Gerald Grabherr, Barbara Kainrath, Astrid Larcher, Barbara Welte (Hrsg.): Vis imaginum. Festschrift für Elisabeth Walde zum 65. Geburtstag. Institut für Klassische und Provinzialrömische Archäologie, Innsbruck 2005, ISBN 3-200-00267-0, S. 97–112.
- Antike Waffendarstellungen zwischen Realität und Mythos. In: Elisabeth Walde (Hrsg.): Bildmagie und Brunnensturz. Visuelle Kommunikation von der klassischen Antike bis zur aktuellen medialen Kriegsberichterstattung. Studienverlag Innsbruck, Innsbruck 2009, ISBN 978-3-7065-4686-7, S. 318–338
- Gaben an die Götter oder auf dem Weg verloren? – Waffenfunde von der Scheitelstrecke der römischen Fernpassroute. In: Wolfgang Meighörner (Hrsg.): Waffen für die Götter. Krieger – Trophäen – Heiligtümer. Tiroler Landesmuseum, Innsbruck 2012, ISBN 978-3-900083-40-3, S. 224–228.
- Zur römischen Frühzeit im südlichen alpinen Teil Raetiens. In: Ute Lohner-Urban, Peter Scherrer (Hrsg.): Der obere Donauraum 50 v. bis 50. n. Chr. (= Region im Umbruch Bd. 10). Frank & Timme, Berlin 2015, ISBN 978-3-7329-0143-2, S. 153–169.
- Ein paganes latène- und römerzeitliches Heiligtum in Lienz (Osttirol). In: Werner Zanier (Hrsg.): Kulturwandel um Christi Geburt. Spätlatène- und frühe römische Kaiserzeit in den mittleren Alpen zwischen Südbayern und Gardasee. Band 1. C. H. Beck, München 2019, S. 431–455.
- mit Barbara Kainrath: Zinn- und Bleivotive aus dem römerzeitlichen Heiligtum auf dem Klosterfrauenbichl in Lienz in Osttirol. In: Archäologisches Korrespondenzblatt 49, 2019, Heft 3, S. 393–411.
- Die letzte Spur von Römersteinen? Ein kurioses Aquarell des Oberen Drautals mit Darstellungen römischer Inschriften. In: Günther E. Thüry (Hrsg.): Domi militiaeque. Militär- und andere Altertümer. Festschrift für Hannsjörg Ubl zum 85. Geburtstag. Archaeopress Publishing Ltd., Oxford 2020, ISBN 978-1-78969-532-8, S. 29–37.
- mit Cristina-Georgeta Alexandrescu, Christian Gugl, Barbara Kainrath: Military and Civilian Sites in the Hinterland of Troesmis (Turcoaia, Tulcea County, RO). In: Journal of Ancient History and Archaeology 10.3, 2023, S. 162–170, doi:10.14795/j.v10i3.915
- mit Barbara Kainrath: Das hippodamische Straßensystem im Lagerdorf des Auxiliarkastells in Stein/St. Pantaleon-Erla. In: Jana Horvat, Stefan Groh, Karl Strobel, Mateja Belak (Hrsg.): Roman Urban Landscape. Towns and Minor Settlements from Aquileia to the Danube. Opera Instituti Archaeologici Sloveniae 47. Ljubljana 2024, S. 317–326, doi:10.3986/9789610508281_16
- Die Provinz Raetia in der römischen Kaiserzeit. Die archäologische Perspektive mit Fokus auf die alpine Region. In: Barbara Hausmair, Roland Steinacher (Hrsg.): Von Raetien zu Tirol (= Geschichte und Region/Storia e regione Bd. 33, 2024/1). Studienverlag, Innsbruck 2024, ISBN 978-3-7065-6412-0, S. 53–89.

### Als Herausgeber
- mit Barbara Kainrath, Astrid Larcher, Barbara Welte: vis imaginum. Festschrift für Elisabeth Walde zum 65. Geburtstag. Verlag Institut für Klassische und Provinzialrömische Archäologie, Innsbruck 2005, ISBN 3-200-00267-0.
- mit Elisabeth Walde: Via Claudia Augusta und Römerstraßenforschung im Alpenraum (= IKARUS Bd. 1). IUP, Innsbruck 2006, ISBN 3-901249-92-3.
- mit Barbara Kainrath: Akten des 11. Österreichischen Archäologentages in Innsbruck 23.–25. März 2006 (= IKARUS Bd. 3). IUP, Innsbruck 2008, ISBN 978-3-902571-34-2,
- mit Barbara Kainrath: Archäologische Topographie der Siedlungskammer Ampass (= IKARUS Bd. 4). IUP, Innsbruck 2009, ISBN 978-3-902719-27-0.
- mit Barbara Kainrath: conquiescamus! longum iter fecimus. Römische Raststationen und Straßeninfrastruktur im Ostalpenraum. Akten des Kolloquiums zur Forschungslage zu römischen Straßenstationen (= IKARUS Bd. 6), IUP, Innsbruck 2010, ISBN 978-3-902719-84-3.
- mit Barbara Kainrath: Die spätantike Höhensiedlung auf dem Kirchbichl von Lavant. Eine archäologische und archivalische Spurensicherung (= IKARUS Bd. 5), IUP, Innsbruck 2011, ISBN 978-3-902811-15-8.
- mit Barbara Kainrath, Thomas Schierl: Verwandte in der Fremde? Fibeln und Bestandteile der Bekleidung als Mittel zur Rekonstruktion von interregionalem Austausch und zur Abgrenzung von Gruppen vom Ausgreifen Roms während des 1. Punischen Krieges bis zum Ende des Weströmischen Reiches. Akten des Internationalen Kolloquiums vom 27. bis 29. April 2011 in Innsbruck (= IKARUS Bd. 8). IUP, Innsbruck 2013, ISBN 978-3-902811-99-8.
- mit Barbara Kainrath: Akten des 15. Österreichischen Archäologentages in Innsbruck 27. Februar–1. März 2014 (= IKARUS Bd. 9). IUP, Innsbruck 2016, ISBN 978-3-902936-99-8.
- mit Barbara Kainrath, Julia Kopf, Karl Oberhofer: Der Übergang vom Militärlager zur Zivilsiedlung. Akten des internationalen Symposiums vom 23.–25. Oktober 2014 in Innsbruck (= IKARUS Bd. 10). IUP, Innsbruck 2016, ISBN 978-3-903122-74-1.
- mit Barbara Kainrath: Colloquium Veldidena 2022 - Raetia und Noricum. Bevölkerung und Siedlungsstruktur. Akten der Tagung vom 20.–22. April 2022 in Innsbruck (= IKARUS Bd. 11). IUP, Innsbruck 2024, ISBN 978-3-99106-118-2.

## Auszeichnungen
- 2008: Preis der Landeshauptstadt Innsbruck für die wissenschaftliche Forschung an der Universität Innsbruck[3]